# 圣乔治-阿克雷马诺

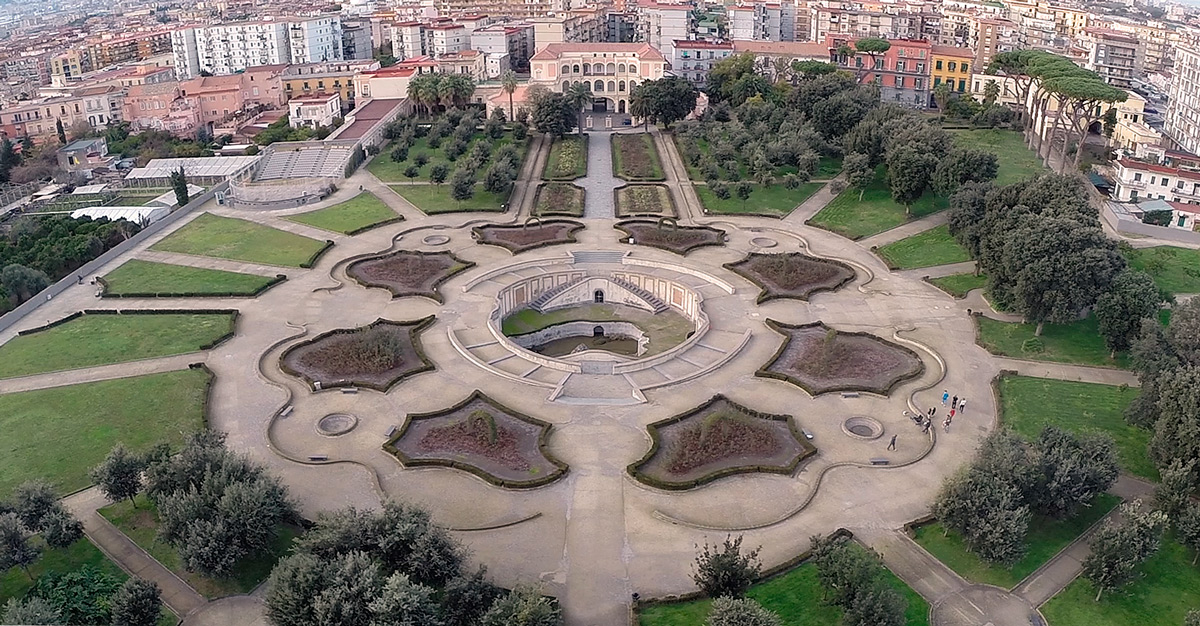
市容

圣乔治-阿克雷马诺（義大利語：San Giorgio a Cremano）是意大利坎帕尼亞大區那不勒斯廣域市的市镇。位于維蘇威火山山脚下火山口的西边，及那不勒斯东南6公里处。面积为4.11平方公里，人口数量为47,244人（2010年）。